# Tecoma stans
Tecoma stans, popularmente Ipê-de-jardim, amarelinho, guarã-guarã, ipê-amarelo-de-jardim, ipê-mirim, ipezinho-de-jardim ou sinos-amarelos, é um arbusto ou pequena árvore muito ramificada. As folhas compostas são serreadas, as flores amarelas em forma de campânula formam inflorescências vistosas. Produz por longos períodos muitas sementes que germinam facilmente. Brota também a partir de estacas: podada, rebrota intensamente. Usada em arborização urbana.
Nativa do México e sul dos EUA, foi introduzida no Brasil a partir de 1871 como ornamental, e hoje é infestação séria em pastos em todo o país, mas afeta principalmente o Paraná e a Serra Gaúcha.

## Danos
- Abafa a vegetação nativa por formar aglomerados densos, e com isso retarda a regeneração de áreas degradadas.
- Diminui a biodiversidade por dominar os locais onde se instala.
- Inutiliza pastos.

## Controle
Ainda não foram divulgados os estudos de controle biológico por fungos.
O controle mecânico é contraproducente, apenas o controle químico, por herbicidas perigosos, manipulados por pessoas especializadas, tem surtido efeito. O custo desse controle é alto, tanto economicamente como para o ambiente.